# Nieuw Poelveld
Nieuw Poelveld is een wijk in Eijsden in de Nederlandse gemeente Eijsden-Margraten. Het project is daadwerkelijk van start gegaan in 2009. De eerste woningen zijn opgeleverd in 2010, evenals de nieuwe brede school. Oorspronkelijk waren er meer dan 650 woningen gepland. Wegens de economische recessie wordt dit aantal waarschijnlijk niet gehaald.
Enkele straten in Nieuw Poelveld:
- Klaproos
- Paardebloem
- Pinksterbloem